# Antonio Pucci (poète)
Antonio Pucci (c. 1309-1388) est un sonneur de cloches, crieur public et poète florentin du XIVe siècle, surtout connu pour sa poésie lyrique en langue vernaculaire. Après les très célèbres Dante, Boccace et Pétrarque, Antonio Pucci est le poète florentin le plus important du XIVe siècle. Son catalogue est vaste et varié, décrivant événements historiques et quotidien florentin dans plusieurs styles poétiques. Son œuvre la plus importante demeure la mise en vers lyriques de la Nuova Cronica de Giovanni Villani, le Centiloquio. Pucci est également un innovateur en matière de style poétique, développant entre autres des déclinaisons du style du contrasto. Certaines de ses œuvres abordent des sujets très peu exploités durant le Moyen Âge, notamment la féminité dans Contrasto delle donne et l’homoérotisme dans le cantari della Reina d’Oriente.

## Éléments biographiques

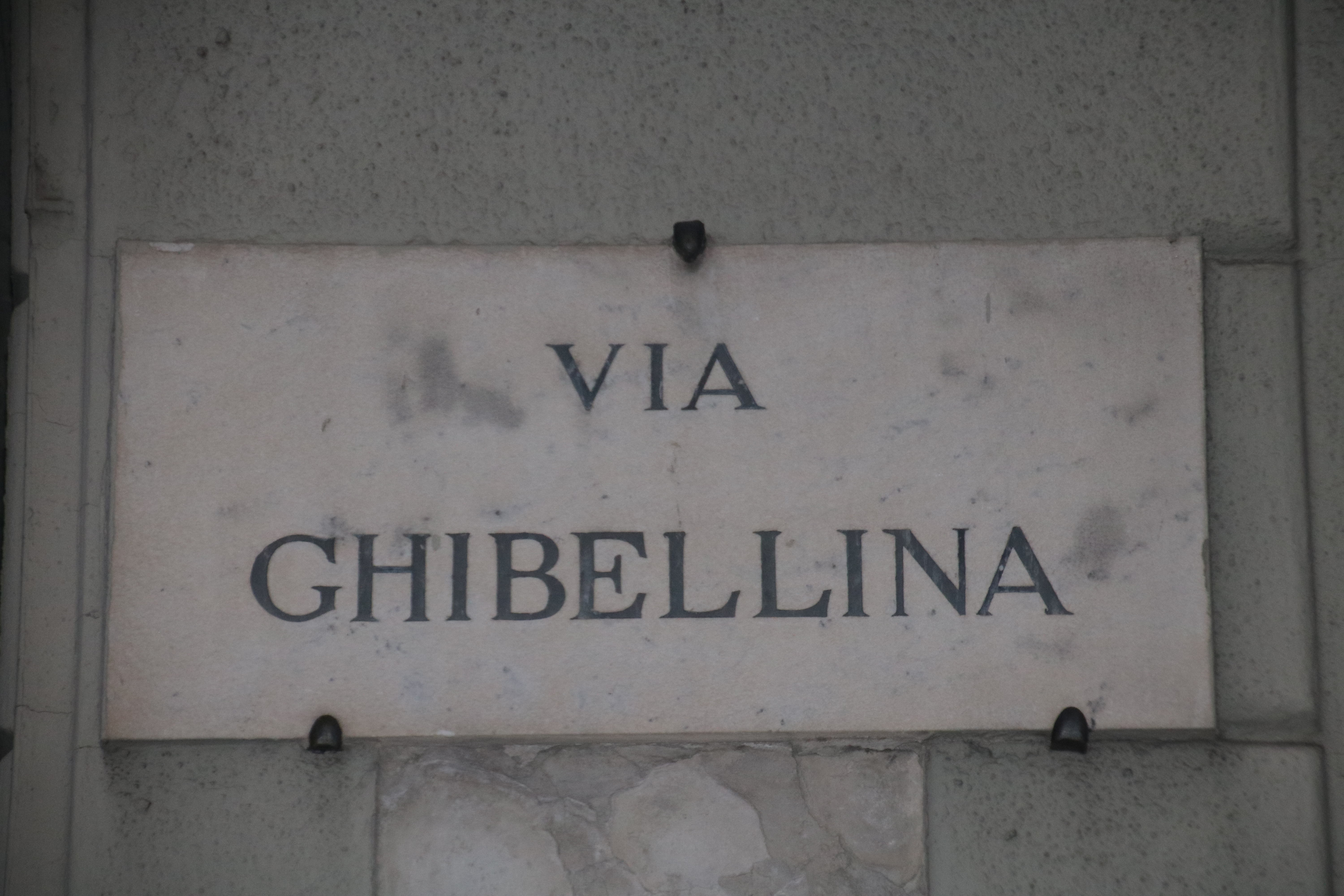
La via Ghibellina de Florence, où Antonio Pucci aurait habité.

Pucci étant un patronyme très répandu à cette époque à Florence, on sait peu de choses sur l’enfance d’Antonio Pucci. Il serait né en 1309, ou autour de cette date, car il dit être témoin d’événements arrivés en 1316 qu’il décrit dans son Centiloquio. N’ayant pas de relation avec la famille Pucci du cardinal Antonio Pucci, il serait le fils d’un fondeur de bronze spécialisé en construction de cloches d’église, ce qui l’aurait prédisposé à devenir le sonneur de cloches de Florence en 1334. En 1349, Pucci est nommé crieur public de Florence, fonction qu’il exerce pendant près de deux décennies. De 1371 à 1382, Antonio Pucci est chargé de l’enregistrement et de la sauvegarde des actes du tribunal de commerce de Florence. Il possédait une maison sur via Ghibellina, emplacement ironique considérant son penchant guelfe. Il meurt à 79 ans, en 1388, après avoir vécu toute sa vie à Florence.
Antonio Pucci a une disposition politique guelfe, très évidente à travers la lecture du Centiloquio, où il change la version racontée par Giovanni Villani pour mettre de l’avant une vision des événements favorable à son allégeance politique.
Artistiquement, Antonio Pucci est influencé par Dante, son compatriote florentin et guelfe, et admirait ce dernier. Il est également en communication avec Boccace, écrivain florentin, et Franco Sacchetti, poète né à Raguse, mais vivant à Florence, échangeant des rimes avec eux.

## Œuvres importantes
Antonio Pucci est un poète prolifique qui s'adonne à de nombreux styles d'écriture. Parmi ses écrits les plus importants, on retrouve le Centiloquio, le Contrasto delle donne et le cantari della Reina d'Oriente. Le premier est une œuvre monumentale, reprenant en vers lyriques la Nuova Cronica de Giovanni Villani. Le second est un contrasto de style innovateur qui explore la féminité florentine du Trecento. Le troisième est un récit unique, abordant des thèmes extrêmement marginaux au Moyen Âge, soit l'homosexualité et l'homoérotisme au féminin. En dehors de ces trois ouvrages, Antonio Pucci a écrit une quantité phénoménale de poèmes, dont Le Noie, La Gismirante, Brutus de Bretagna, l'Apollonio di Tiro et Madonna Lionessa.

### Centiloquio
Le Centiloquio est l'œuvre la plus monumentale d'Antonio Pucci. Il reprend la Nuova Cronica de Villani et la réécrit en vers lyriques. Pucci est un témoin oculaire de plusieurs événements qui y sont décrits. Plutôt qu'une simple adaptation, Pucci s'exerce à ajouter des éléments ou son point de vue à l'histoire de Villani. Pour l'auteure et historienne Kathleen Speight, la mise en vers de cette histoire n'est pas un exercice d'écriture poétique, mais davantage une volonté de mémorisation de l'histoire de Florence par Pucci. Le Centioquio est écrit en terza rima, c'est-à-dire en rimes de forme ABA, BCB, CDC, DED..., ce qui suggère une forte admiration de Pucci pour Dante, qui est le père de ce style de poésie. La dernière partie du Centiloquio est un hymne à Florence, la ville où Antonio Pucci à passé toute sa vie.

#### Antonio Pucci et Florence

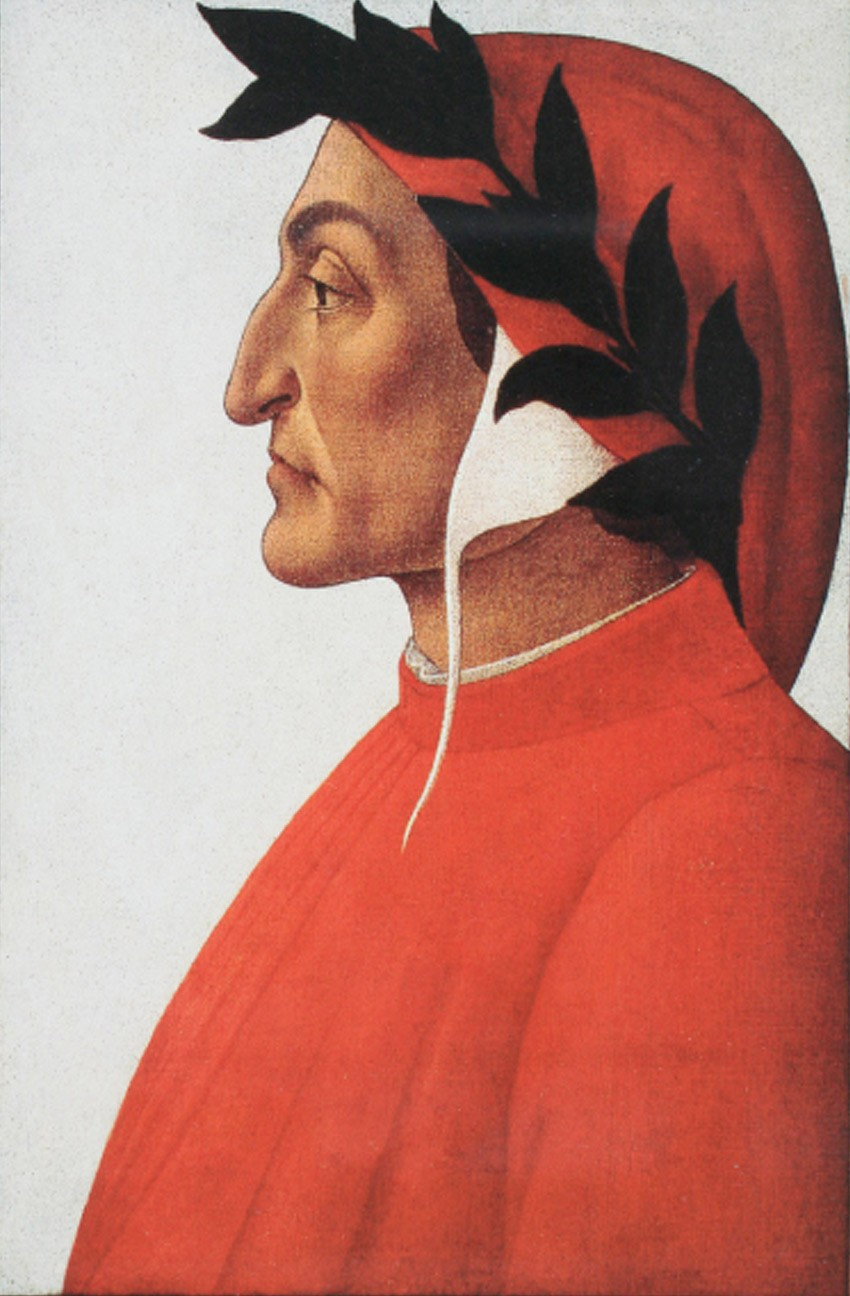
Dante, peintre, homme politique et écrivain florentin.

Ayant vécu toute sa vie à Florence, Antonio Pucci est un Florentin fier. Sa poésie lyrique, écrite en langue vernaculaire, décrit souvent la banalité du quotidien florentin, mais raconte également plusieurs événements historiques d’importance. Ses œuvres reflètent les crises florentines du XIVe siècle. Sept cantari qui traitent de la guerre entre Pise et Florence (1362-1365) sont également attribués à Antonio Pucci. L’Alluvione dell’Arno nel 1333 est un sirventès, style de poème chanté, détaillant la destruction causée par l’inondation de l’Arno le 5 novembre 1333, ainsi que l’état d’esprit des habitants de Florence face à ce désastre. Pucci reprend ce thème dans le Centiloquio, qui dépeint plusieurs épisodes de l’histoire florentine, notamment celle de l’exil des guelfes. Étant guelfe lui-même, Antonio Pucci décrit l’exil forcé, des causes qu’il entraîne aux conséquences qu’il amène, sous un œil biaisé, mais qui traduit tout de même les sentiments d’une partie de la population florentine. Tout le Centiloquio est une adaptation « florentino-centrique » de la Nuova Cronica de Giovanni Villani, qui a un spectre descriptif plus large. Souvent discrédité en tant que source pour cette raison et parce qu’il semble simplement répéter ce que Villani à déjà dit, le Centiloquio est maintenant considéré comme une source essentielle pour l’étude de Florence et de l’histoire de son peuple. À travers ses écrits, Pucci se pose comme un témoin contemporain de la vie florentine.
Antonio Pucci s’inscrit dans une culture artistique florentine vigoureuse et multidisciplinaire, mise en évidence par des personnages comme Dante, Boccace, Pétrarque, Giotto, Gherardello da Firenze et Arnolfo di Cambio. Florence serait le lieu de naissance de la poésie vernaculaire chantée, le cantare, style florissant au XIVe siècle, très prisé par Pucci, qui en fut l’un des propagateurs. Florence, et la Toscane en général, était un centre de rayonnement de la poésie lyrique aux XIIIe et XIVe siècles, reprenant et adaptant des styles occitans, siciliens et autres.

### Contrasto delle donne
Le Contrasto delle donne est un poème lyrique écrit et chanté par Antonio Pucci. Un contrasto est un style lyrique qui rappelle un dialogue, un va-et-vient entre deux interlocuteurs, souvent en opposition. Le style du contrasto est particulier, car il peut être récité seul, quand l'orateur incarne les deux voix, ou à deux, quand chacun incarne son personnage indépendamment. Le Contrasto delle donne met en scène deux opposants, un qui tient des propos qualifiables de misogynes et l'autre qui est proféministe.
A contrasto is when two companions while singing speak against each other on a single topic. And the first one who begins is called the opponent and the second is called the respondent, and the one maintains his opinion for one side, and the other answers and maintains an opposite opinion for the other side, in the manner of a disputation.
Le Contrasto delle donne confirme la popularité d'Antonio Pucci en tant que poète lyrique auprès de ses contemporains. L'œuvre est mise en circulation rapidement et déjà à partir du XIVe siècle, des versions écrites et orales se transmettent à travers Florence. Le poète et historien florentin Benedetto Dei se vante à la fin du XVe siècle de pouvoir réciter le Contrasto delle donne par cœur, ce qui suggère une diffusion importante des écrits et récits chantés d'Antonio Pucci. Les premières copies du texte du contrasto étaient sans doute produites sur des feuilles lousses, comprenant l'intégralité du texte ou seulement une partie, destinées à l'auditoire de Pucci afin qu'ils puissent suivre par écrit ses représentations chantées. Ceci atteste de la culture littéraire du trecento florentin.

### Cantari della Reina d'Oriente
Le cantari della Reina d'Oriente est un récit médiéval tout à fait unique. Les sujets qui y sont abordés par Antonio Pucci sont d'une singularité remarquable. Ce cantari raconte l'histoire d'une princesse, la Reina d'Oriente, qui dès sa naissance est élevée en tant qu'homme, tant à travers les manières que l'habillement, afin d'accéder éventuellement au titre de roi. Ce « roi » se fait alors offrir une fille en mariage par un empereur, ce qu'il ne peut bien entendu pas refuser. Un mariage s'ensuit et la scène qui décrit la nuit de noces permet à l'auditoire d'entrevoir une certaine forme d'homoérotisme entre les deux femmes. L'empereur se fait sceptique de la sexualité du « roi » et au moment où il s'apprête à découvrir la vérité, un miracle arrive et la Reina d'Oriente change de sexe. La fille de l'empereur demeure attirée physiquement au nouvel homme malgré ce changement miraculeux.

#### Le cantari della Reina d’Orienteet l’homosexualité au féminin
Dans le cantari della Reina d’Oriente, Antonio Pucci livre un des rares exemples d’union amoureuse et sexuelle entre deux femmes connus du Moyen Âge. Les normes sexuelles au Moyen Âge sont rigides. La ruralisation et l’essor du christianisme au Moyen Âge amènent une attitude hostile envers l’homosexualité, qui était moins marginale chez les Romains ou les Grecs. Pour cette raison, les écrits qui portent sur l’homosexualité masculine sont rares. Pour ce qui est de l’homosexualité ou l’homoérotisme entre femmes, les écrits sont pratiquement inexistants. Ceci peut être expliqué par une forme d’indifférence envers les relations amoureuses entre femmes, si inconcevables à l’époque qu’elles ne menacent pas la domination et la nécessité masculines au sein de l’acte sexuel. Cela étant dit, le cantari della Reina d’Oriente de Pucci, l’exemple le plus explicite d’homosexualité et d’homoérotisme féminin du Moyen Âge, intéresse grandement par son unicité dans le paysage médiéval européen. Il représente une théorisation d’une union lesbienne viable, mêlant amour et désir.
At the moment, the Reina d’Oriente seems to be known only to a handful of specialists, yet, because it marks a rare instance when the horizon of literature widened to include an erotic attachment between women, the poem is of consequence for any history of non-normative eroticism in premodern Europe.
Étant chanté publiquement, ce cantari est accessible à un public florentin large. Il permettait un questionnement personnel à propos de la sexualité chez le spectateur, ce que les textes religieux évoquant l’homosexualité en tant que péché et déviance n’étaient pas destinés à faire. Le personnage principal de ce récit est une femme qui, depuis la naissance, se voit jouer le rôle de roi. Sa sexualité masculine est alors une construction performative et non une expérience personnelle. Sans conscience de ce vocabulaire, Pucci réussit néanmoins à exprimer sa compréhension de ce concept à travers sa poésie. Une autre facette intéressante de ce récit est l’apparente sexualité fluide du personnage de la fille de l'empereur, qui maintient son amour, et surtout son attirance physique envers sa compagne qui change miraculeusement de sexe. La construction sexuelle des personnages dans Reina d’Oriente reflète le talent, la versatilité et la sensibilité que possède Antonio Pucci, capable à la fois de captiver et de faire réfléchir son public.

## Postérité
Les œuvres d’Antonio Pucci semblent devenir rapidement populaires, un recueil composé uniquement de textes de Pucci étant même publié de son vivant. Ses œuvres, qui racontent une partie de l’histoire de Florence et des Florentins, démontrent une volonté de construire une mémoire populaire. L’étude des œuvres de Pucci a sans doute souffert de l’importance accordée à Dante, Boccace et Pétrarque, longtemps vus comme les seuls auteurs importants de l’époque. Pucci a été l'un des auteurs les plus prolifiques du Trecento et son catalogue ne cesse de grandir avec la découverte et l'étude de nouveaux textes qui lui sont attribués. Le Centiloquio est reconnu comme une source importante pour l’histoire florentine malgré son statut d’adaptation. De plus, Pucci est un innovateur en matière de styles poétiques. Le Contrasto delle donne est considéré comme le premier cantari du genre contrasto écrit en ottava rima, un style qui devient proéminent au XVe siècle. Les écrits de Pucci connaissent un intérêt renouvelé depuis le XXe siècle grâce à l'émergence de l'étude de la poésie populaire. Il est de plus en plus reconnu comme un élément important de la littérature féministe et la littérature queer, avant même l’existence de ces termes.

#### Sources
- Antonio Pucci, La grande inondation de l'Arno en MCCCXXXIII‚ anciens poèmes populaires italiens éd. et trad. en français par S. Morpurgo et J. Luchaire, Paris, Champion, 1911, 72 p. https://books.google.ca/books?id=5g1AAQAAMAAJ&printsec=frontcover#v=onepage&q&f=false

#### Articles
- Gloria Allaire, « Cantare », dans Christopher Kleinhenz (dir.), Medieval Italy: An Encyclopedia, Taylor & Francis Group, 2004, pp. 180-181.https://ebookcentral.proquest.com/lib/uqam/detail.action?docID=1138441
- Bruno Ambroise, « Judith Butler et la fabrique discursive du sexe », Raisons politiques, vol. 12, nº4, 2003, pp. 99-121. https://www.cairn.info/revue-raisons-politiques-2003-4-page-99.htm
- Samar Attar, « Divided Mediterranean, Divided World: The Influence of Arabic on Medieval Italian Poetry », Arab Studies Quarterly, vol. 40, nº 3, 2018, pp. 197–212. https://doi.org/10.13169/arabstudquar.40.3.0197
- Christian Bec et René Stella, « Chapitre V - Courants et écrivains « mineurs » », Précis de littérature italienne, Presses Universitaires de France, 1982, pp. 99-108. https://doi-org.proxy.bibliotheques.uqam.ca/10.3917/puf.bec.1982.01.0099
- Maria Bendinelli Predelli, « Firenze alla vigilia del Rinascimento : Antonio Pucci e i suoi contemporanei », dans Actes du colloque organisé par l’Université McGill, Montréal, octobre 2004, Florence, Cadmo, 2006. http://digital.casalini.it/8879234471
- Anna Bettarini Bruni, « PUCCI, Antonio », dans Dizionario Biografico degli Italiani, vol. 85, 2016. Traduction libre sur DeepL.https://www.treccani.it/enciclopedia/antonio-pucci_%28Dizionario-Biografico%29/
- John Boswell, « Christianisme et homosexualité au Moyen Âge », Le Débat, vol. 10, nº 3, 1981, pp. 146-160. https://doi-org.proxy.bibliotheques.uqam.ca/10.3917/deba.010.0146
- George W. Dameron, « Florence », dans Christopher Kleinhenz (dir.), Medieval Italy: An Encyclopedia, Taylor & Francis Group, 2004, pp. 341-359. https://ebookcentral.proquest.com/lib/uqam/detail.action?docID=1138441
- Patrizia Gasparini, « L'épopée des usciti dans le Centiloquio de Antonio Pucci », Arzanà, nº16-17, 2013. pp. 87-112. https://doi.org/10.4000/arzana.206
- Margaret H. Jackson, « Antonio Pucci's poems in the Codice Kirkupiano of Wellesley college », Romania, vol. 39, n°154-155, 1910, pp. 315-323. https://www.persee.fr/doc/roma_0035-8029_1910_num_39_154_5118
- Christopher Kleinhenz, « Italian Poetry: Lyric », dans Christopher Kleinhenz (dir.), Medieval Italy: An Encyclopedia, Taylor & Francis Group, 2004, pp. 540-553. https://ebookcentral.proquest.com/lib/uqam/detail.action?docID=1138441
- Joan Levin, « Antonio Pucci », dans Christopher Kleinhenz (dir.), Medieval Italy: An Encyclopedia, Taylor & Francis Group, 2004, pp. 42-43. https://ebookcentral.proquest.com/lib/uqam/detail.action?docID=1138441
- Attilio Motta, « Per i cantari di antonio pucci. A margine di un 'edizione dell'apollonio di tiro », Lettere Italiane, vol. 50, nº4, 1998, pp. 554-565.https://www.proquest.com/scholarly-journals/per-i-cantari-di-antonio-pucci-margine-un/docview/1302681848/se-2?accountid=14719
- Kenneth McKenzie, « Antonio Pucci on Old Age », Speculum, vol. 15, nº 2, 1940, pp. 160-185. https://doi.org/10.2307/2849047
- Kenneth McKenzie, « Manuscripts of Le Noie by Antonio Pucci », Speculum, vol. 25, nº 2, 1950, pp. 159-177. https://doi.org/10.2307/2848921
- Renzo Rabboni, « Apollonio fatto meneghino: Da Antonio Pucci a Paolo da Taegio », Lettere Italiane, vol. 50, nº1, 1998, pp. 63-83. https://www.proquest.com/docview/1302791141/fulltext/FEDAFA24EA5B4DD0PQ/1?accountid=14719&imgSeq=1
- William Robins, « Antonio Pucci’s ‘Contrasto Delle Donne’ and the Circulation of Fourteenth-Century Florentine Dramatic Poetry », The Papers of the Bibliographical Society of America, vol. 95, nº 1, 2001, pp. 5-19. http://www.jstor.org/stable/24304717
- William Robins, « Three Tales of Female Same-Sex Marriage: Ovid's ‘Iphis and Ianthe,’ the Old French Yde Et Olive, and Antonio Pucci's Reina D'Oriente », Exemplaria, vol. 21, nº 1, 2009, pp. 43-62. https://doi.org/10.1179/175330709X372012
- Kathleen Speight, « Resources for Italian Studies: Possibilities for a Study of Fourteenth-Century Florence in the Works of Antonio Pucci If Limited to Material Available in England », Journal of Documentation, vol. 10, nº 2, 1954, pp. 65-71. https://doi.org/10.1108/eb026203
- Marvin Trachtenberg, trad. Par J. Bouniort, « Scénographie urbaine et identité civique : réflexion sur la Florence du Trecento », Revue de l'Art, n°102, 1993, pp. 11-31. https://www.persee.fr/doc/rvart_0035-1326

#### Monographies
- Patrick Boucheron, Les villes d’Italie : vers 1150 - vers 1340, Paris, Belin, coll. « Belin sup Histoire », 2004, 207p.
- Paul Gehl, A Moral Art: Grammar, Society, and Culture in Trecento Florence, Ithaca, Cornell University Press, 1993, 320p. http://www.jstor.org/stable/10.7591/j.ctvv411zr